# Кромнув (Нижньосілезьке воєводство)
Кромнув (пол. Kromnów) — село в Польщі, у гміні Стара Камениця Єленьоґурського повіту Нижньосілезького воєводства.
Населення — 476 осіб (2011).
У 1975-1998 роках село належало до Єленьоґурського воєводства.

## Демографія
Демографічна структура станом на 31 березня 2011 року:
|          | Загалом | Допрацездатний вік | Працездатний вік | Постпрацездатний вік |
| -------- | ------- | ------------------ | ---------------- | -------------------- |
| Чоловіки | 241     | 51                 | 180              | 10                   |
| Жінки    | 235     | 38                 | 156              | 41                   |
| Разом    | 476     | 89                 | 336              | 51                   |